# ゼロ・グラビティ (映画)
『ゼロ・グラビティ』（原題：Gravity）は、アルフォンソ・キュアロン監督による2013年に公開された、宇宙を舞台にしたSF・ヒューマン・サスペンス映画である。同年8月27日より開催される第70回ヴェネツィア国際映画祭のオープニング作品に選ばれた。

## あらすじ
医療技師を務めるライアン・ストーン博士は、スペースミッションに初めて参加する。指揮を務めるマット・コワルスキー、シャリフとともに、彼女が宇宙空間での船外活動（宇宙遊泳）を行うところから映画は幕を開ける。
スペースシャトル「エクスプローラー号」にてハッブル宇宙望遠鏡の修理作業を行うライアンとシャリフ、彼らの傍らで新型の船外活動ユニットのテストを行っていたマットに、ヒューストンの管制から、膨大な量の宇宙ゴミが高速で接近しているため船内に避難するよう、緊急連絡が来る。ロシアが自国の人工衛星を破壊したところ、他の人工衛星も連鎖的に破壊され宇宙ゴミとして拡散するケスラーシンドロームが発生したのだ。ライアンらは作業を中断して退避しようとするが間に合わず、「エクスプローラー号」の主翼に宇宙ゴミが衝突する。シャリフは顔面に宇宙ゴミが直撃して即死し、ライアンとマットは2人とも宇宙空間に投げ出される。船外活動ユニットを装備していないライアンは錐揉み状態になって現在位置を特定できなくなり、パニック状態による過呼吸で宇宙服の酸素も少なくなる。だが、マットは的確な指示を出し続け、船外活動ユニットを駆使してライアンをロープで自分の身体に繋ぎ止めることに成功する。
ヒューストンに無線通信で連絡する2人だが、同軌道上の通信衛星も破壊され、応答がない。めげずに連絡を続けつつ、死亡したシャリフの遺体を回収し「エクスプローラー号」へ帰還するも、コックピットや居住区画も大破し、宇宙服を着用していなかった他の乗組員は全員死亡。遺体が無重力で漂っている有様であった。2人は「エクスプローラー号を諦め、マットの船外活動ユニットを利用してISS（国際宇宙ステーション）に向かう。コワルスキーは、デブリフィールドが軌道を一周して再び脅威となるまでの時間は90分と見積もる。
ライアンの宇宙服の酸素が引き続き減っていくなか、マットはライアンを励ますために家族の話をするが、娘は4歳のときに幼稚園で事故死したとライアンは答える。気まずい雰囲気を抱えながらもISSに接近する2人だが、ISSも破損しており、地球へ帰還するためのソユーズ宇宙船は1機が離脱済みで、残る1機も損傷でパラシュートが開いている。マットは、残ったソユーズ宇宙船を利用して約100km離れた中国の宇宙ステーション「天宮」へ向かう旨を提案し、ISSに取り付こうとする。しかし、マットの船外活動ユニットは直前で燃料切れを起こし、二人はほとんど減速できずにISSに衝突、反動で宇宙空間に放り出される。かろうじてパラシュートのワイヤーがライアンの脚に引っかかり、マットに繋がっているロープを掴む。しかしワイヤーは今にもライアンの脚から外れそうで、とても２人を支えられそうにない。それを覚ったマットはライアンだけでも助けるためにロープを離すよう指示し、反対を押し切ってロープのフックを外す。マットは宇宙空間の深遠に漂流するあいだ、通信が途切れるまでライアンに語りかける。マットの犠牲により、ライアンはひとりISSに引き戻されることとなる。
意識が朦朧としながらもライアンはISSの居住区画に入り一息つくが、しばらくしてISSの一角で火災が発生し、必死の消火活動も虚しく炎が燃え広がる。ソユーズに退避して隔壁を閉鎖し事なきを得たライアンは、ソユーズをISSから離脱させるが、開いていたパラシュートのワイヤーがISSに絡まり、うまく離脱できない。船外に出てパラシュートを外すライアンだが、軌道を周回した膨大な量の宇宙ゴミが再び高速で接近し、ISSを大破させる。
どうにか船内に戻ったライアンはソユーズを発進させようとするが、姿勢制御で燃料を使い果たしたためエンジンが作動しない。AM無線で救助を求めると、地球の電波が拾われ、イヌーク族の人物と繋がる。無線から聞こえる赤ん坊をあやす声で死別した娘を思い出したライアンは、彼女がいるであろう死後の世界に思いを馳せ、死を覚悟して船内の酸素供給を止めて目をつぶる（短編作品『Aningaaq』（アニンガ）では、地球側から見たこの場面が描かれている）。
突然、ソユーズの窓を外からノックする音が聞こえ、ライアンが目を覚ますと、そこにマットの姿があった。マットは船内に入ると酸素供給を再開させ、希望を捨てないようライアンを諭し、着陸時の逆噴射装置を利用して「天宮」までの推進力とするよう助言する。しかしライアンが再び目を開けると、そこにマットはいない。幻だったのだ。ライアンは酸素供給を再開させ、彼の助言通りに着陸船を分離、逆噴射エンジンを作動させて着陸船を「天宮」に向かわせる。
「天宮」は高度を落としつつあり、ソユーズ着陸船は「天宮」へのドッキングを失敗する。ライアンはソユーズを出て、消火器を臨時のスラスターとして使い、急速に崩壊していく「天宮」に到着、宇宙船「神舟」に乗り込む。中国語表記のコンソールに苦労しつつも、「神舟」の起動に成功する。「天宮」は「神舟」とともに落下し、大気圏突入で分解して「神舟」は切り離される。ライアンはマットや死別した娘に祈りを捧げながらも、ソユーズの酸素供給を止めたときとは違う、生きるための覚悟を決める。
「神舟」の着陸船分離もどうにか間に合い、パラシュートが無事に開いて湖に着水する。大気圏突入時の衝撃でコンソールから出火したことに焦ったライアンがハッチを開き、「神舟」は浸水して沈没しはじめ、ライアンは水中へ脱出する。ライアンは宇宙服を脱ぎ捨て、泳いで陸に到着。地球の重力（Gravity）を存分に感じながら立ち上がるところで物語は終わる。

## キャスト
- ライアン・ストーン - サンドラ・ブロック（日本語吹替：深見梨加）

女性博士。医療用品の開発に関わっている。娘がいたが事故で亡くした。
- マット・コワルスキー - ジョージ・クルーニー（日本語吹替：小山力也）

宇宙飛行士。ベテランの域に達した熟練者。明るい性格。
- ミッション・コントロール（声のみ） - エド・ハリス（日本語吹替：岩崎ひろし）

NASAの管制官。ヒューストンから指示を出す。マットとも親しい仲。
- アニンガ（声のみ） - オルト・イグナチウッセン（日本語吹替なし、原語流用）

ライアンが偶然交信した相手。
- シャリフ（声のみ） - ファルダット・シャーマ（英語版）（日本語吹替：河本邦弘）

宇宙飛行士。マットによるとハーバード大学卒。家族の写真を持っており、妻子がいたことが示唆されている。
- シャトル船長（声のみ） - エイミー・ウォレン（日本語吹替：合田絵利）

衛星の破片に当たり、死亡。
- ISS船長（声のみ） - バシャール・サヴェージ（日本語吹替：宮本崇弘）

ヒューストンと交信した。
- ラジオDJ　- (日本語吹替 :祐仙勇)

## 製作
本作は、アルフォンソ・キュアロンが監督し、彼の息子ホナス・キュアロンと共同で脚本を執筆した。当初は、ユニバーサル・ピクチャーズで数年に渡って企画が進められていたが、やがてスタジオはターンアラウンド（他のスタジオへの売り出し）状態に置いた。そしてワーナー・ブラザースがプロジェクトを購入し、2010年2月に『ウォンテッド』の続編への出演を拒否したアンジェリーナ・ジョリーに接近した。同月後半、ジョリーは出演料の問題とボスニア戦争を描いた映画『最愛の大地』を監督する予定があったためにプロジェクトを降板した。3月、ロバート・ダウニー・Jrを男主役とするために交渉に入った。
2010年半ば、マリオン・コティヤールが女主役としてのテストを受けた。2010年8月にはスカーレット・ヨハンソンとブレイク・ライヴリーの可能性が高くなった。9月、キュアロンは当時賞賛されていた映画『ブラック・スワン』の主役であるナタリー・ポートマンを、スクリーン・テストを受けさせずに起用させることに関してワーナー・ブラザースの承認を得た。ポートマンがスケジュールの都合によりプロジェクトを去ると、ワーナー・ブラザースはサンドラ・ブロックに接近した。2010年11月、ダウニー・Jrは当時ショーン・レヴィが監督しようとしていた『How to Talk to Girls』に出演するため、プロジェクトを降板した。翌12月、ブロックが主演契約を交わし、ダウニー・Jrが演じる予定だった役はジョージ・クルーニーに替わった。
本作の製作費は1億ドルであり、デジタルで撮影され、ポストプロダクション時に3Dに変換されている。撮影は2011年5月にロンドンで開始された。

## 公開
本作は2012年11月21日公開を予定していたが、2013年に延期された。IMAX2D及び3Dでも公開された。

## 興行収入
本作は木曜日の夜だけで、140万ドルを稼ぎ出し、金曜日には1700万ドルにまで達した。最終的に第1週の興行成績は5560万ドルにも達した。これは秋に公開された作品の中では最高の初動成績であり、サンドラ・ブロック、ジョージ・クルーニー出演作品の中でも最高の初動成績となった。この数字は専門家と配給元の予想を大きく上回るものである。10月9日には、全世界での興行収入が1億ドルに達した。
日本では2013年12月13日に丸の内ルーブル他全国東急系にて公開され、2014年2月10日までに累計動員189万6,168人、累計興収30億1,901万1,900円を記録している。

## 評価
本作は2013年8月28日に第70回ヴェネツィア国際映画祭のオープニング作品として上映された。観客、批評家双方から演技・演出・脚本・映像美といった作品のあらゆる面を称賛された。特に、サンドラ・ブロックの演技は高く評価されている。
映画批評家レビュー集積サイトRotten Tomatoesでは、2013年3月3日現在、299件のレビューがあり、批評家支持率は97％、平均点は10点満点で9.1点となっている。また、Metacriticには、48件のレビューがあり加重平均値は96/100となっている。
映画監督のクエンティン・タランティーノは本作を2013年度の映画トップ10に選出した。スティーヴン・スピルバーグは「言葉が出なかったよ。君たち、一体何をやってたんだ?」とジョージ・クルーニーにコメントし、ジェームズ・キャメロンは「これは史上最も優れた宇宙の映像美で創り上げた、史上最高のスペース・エンターテイメント」、「キュアロンとサンドラは、無重力空間で生き延びるため闘う女性の姿を完璧に創り上げた」と語っている。
映画監督のエドガー・ライトは本作を2013年度の映画トップ10の第1位に選出。できるだけ大きいスクリーンで見ることを勧めている。
アポロ11号の乗組員であったバズ・オルドリンは、本作の描写が現実の宇宙空間にかなり近いものであることを認めたうえで、称賛している。

### 受賞歴
第86回アカデミー賞において、アルフォンソ・キュアロンの監督賞、サンドラ・ブロックの主演女優賞、エマニュエル・ルベツキの撮影賞へのノミネートに大きな期待がかかっていた。その期待通り3人はアカデミー賞にノミネートされ、キュアロンは監督賞、ルベツキは撮影賞を受賞した。
2013年に開催されたハリウッド映画祭で、本作の演技によってサンドラ・ブロックが主演女優賞を受賞した。同年発表された日本のキネマ旬報ベスト・テンでは、アルフォンソ・キュアロンが本作で外国映画監督賞を受賞した。またキネマ旬報・外国語映画ベストテンでは第2位、読者選出外国映画ベスト・テンでは第1位。第37回日本アカデミー賞では、 優秀外国作品賞にノミネートされた。第56回ブルーリボン賞でも、外国作品賞に選ばれた。
| 賞・映画祭                 | 部門                     | 候補                                                                               | 結果       |
| -------------------------- | ------------------------ | ---------------------------------------------------------------------------------- | ---------- |
| 第71回ゴールデングローブ賞 | 作品賞（ドラマ部門）     |                                                                                    | ノミネート |
| 第71回ゴールデングローブ賞 | 監督賞                   | アルフォンソ・キュアロン                                                           | 受賞       |
| 第71回ゴールデングローブ賞 | 主演女優賞（ドラマ部門） | サンドラ・ブロック                                                                 | ノミネート |
| 第71回ゴールデングローブ賞 | 作曲賞                   | スティーヴン・プライス                                                             | ノミネート |
| 第20回全米映画俳優組合賞   | 主演女優賞               | サンドラ・ブロック                                                                 | ノミネート |
| 第67回英国アカデミー賞     | 作品賞                   | アルフォンソ・キュアロン、デヴィッド・ハイマン                                     | ノミネート |
| 第67回英国アカデミー賞     | 監督賞                   | アルフォンソ・キュアロン                                                           | 受賞       |
| 第67回英国アカデミー賞     | 主演女優賞               | サンドラ・ブロック                                                                 | ノミネート |
| 第67回英国アカデミー賞     | オリジナル脚本賞         | アルフォンソ・キュアロン、ホナス・キュアロン                                       | ノミネート |
| 第67回英国アカデミー賞     | 撮影賞                   | エマニュエル・ルベツキ                                                             | 受賞       |
| 第67回英国アカデミー賞     | 英国作品賞               | アルフォンソ・キュアロン、デヴィッド・ハイマン、ホナス・キュアロン                 | 受賞       |
| 第67回英国アカデミー賞     | 作曲賞                   | スティーヴン・プライス                                                             | 受賞       |
| 第67回英国アカデミー賞     | 音響賞                   |                                                                                    | 受賞       |
| 第67回英国アカデミー賞     | プロダクトデザイン賞     |                                                                                    | ノミネート |
| 第67回英国アカデミー賞     | 特殊視覚効果賞           |                                                                                    | 受賞       |
| 第67回英国アカデミー賞     | 編集賞                   |                                                                                    | ノミネート |
| 第86回アカデミー賞         | 作品賞                   | アルフォンソ・キュアロン、デヴィッド・ハイマン                                     | ノミネート |
| 第86回アカデミー賞         | 監督賞                   | アルフォンソ・キュアロン                                                           | 受賞       |
| 第86回アカデミー賞         | 主演女優賞               | サンドラ・ブロック                                                                 | ノミネート |
| 第86回アカデミー賞         | 作曲賞                   | スティーヴン・プライス                                                             | 受賞       |
| 第86回アカデミー賞         | 音響編集賞               | グレン・フリーマントル                                                             | 受賞       |
| 第86回アカデミー賞         | 録音賞                   | スキップ・リーヴセイ、ニヴ・アディリ、クリストファー・ベンステッド、クリス・ムンロ | 受賞       |
| 第86回アカデミー賞         | 撮影賞                   | エマニュエル・ルベツキ                                                             | 受賞       |
| 第86回アカデミー賞         | 視覚効果賞               | ティム・ウェバー、クリス・ローレンス、デイヴ・シャーク、ネイル・コーボルド         | 受賞       |
| 第86回アカデミー賞         | 編集賞                   | アルフォンソ・キュアロン、マーク・サンガー                                         | 受賞       |

## 科学的検証による相違点
- 冒頭で人工衛星の宇宙ゴミが飛んでくるが、実際の人工衛星は秒速8キロ、時速なら2万8000キロになるので、通過するのを視認することも難しい。
- 回転するアームの先にいるサンドラ・ブロックがベルトを外すと見当違いの方向に飛んでいくが、物理法則に従うと、アームにかかる力と彼女にかかる力は異ならないので、投げ出されることはない。

## ホームメディア
- 【初回限定生産】 ゼロ・グラビティ ブルーレイ&DVDセット（2枚組、2014年4月23日発売）
- ゼロ・グラビティ 3D&2Dブルーレイセット（2枚組、2014年4月23日発売）
- 【初回限定生産】 ゼロ・グラビティ スペシャル・エディション（2枚組、2015年4月22日発売）

## テレビ放送
2016年6月10日、フジテレビ系列の『金曜プレミアム』で地上波初放送（二ヶ国語放送 / 文字多重放送 / データ放送。解説ナレーター：バッキー木場）。同年6月24日に日本人宇宙飛行士の大西卓哉が国際宇宙ステーションへ出発するのに先駆け、6月3日から6月10日まで行われたフジテレビの宇宙に関する企画「宇宙ウィーク」のプログラムの一つとして放送された。番組では冒頭、斎藤工が出演、「映画の歴史が変わった」と語った。